# Sandro Tonali
Sandro Tonali, född 8 maj 2000 i Lodi, är en italiensk fotbollsspelare som spelar för Newcastle United. Han representerar även det italienska landslaget.

## Klubbkarriär

### AC Milan
Den 9 september 2020 lånades Tonali ut till AC Milan på ett säsongslån, med en option på en permanent övergång.
Den 8 juli 2021 utnyttjades optionen och Tonali värvades permanent av AC Milan. Han skrev på ett femårskontrakt med den italienska klubben.

### Newcastle United
Den 3 juli 2023 värvades Tonali av Newcastle United, där han skrev på ett femårskontrakt.

## Landslagskarriär
Tonali debuterade för det italienska A-landslaget den 15 oktober 2019 i Italiens 5–0-vinst mot Liechtenstein i Vaduz.